# Scissurella condita
Scissurella condita is een uitgestorven slakkensoort uit de familie van de Scissurellidae. De wetenschappelijke naam van de soort is voor het eerst geldig gepubliceerd in 1939 door Laws.